# Sleepy Brown
Patrick "Sleepy" Brown (nacido el 24 de enero de 1970 en Savannah, Georgia) es un cantante de R&B, compositor, y productor musical estadounidense. Es uno de los miembros del exitoso equipo de producción de Atlanta Organized Noize, quienes han creado éxitos para artistas como Outkast, Goodie MOb y TLC. Una de las canciones producidas por Brown y Organized Noize es "Waterfall", que llegó al número 1 del Billboard Hot 100 en el verano de 1995.
Además de su trabajo de producción, Brown también graba para él mismo, como por ejemplo su popular sencillo "I Can't Wait" de la banda sonora de la película Barbershop 2: Back in Business, de 2004, y colaborando con artistas como Beyoncé o Big Boi de Outkast (en el sencillo "The Way You Move", otro número 1).
A principios del siglo XXI, Sleepy Brown grabó un álbum en solitario, llamado For the Grown and Sexy, bajo DreamWorks Records.
En la actualidad forma parte del sello de Big Boi, Purple Ribbon Records, y acaba de lanzar su nuevo álbum Mr. Brown.
Sleepy Brown es hijo de Jimmy Brown, líder vocalista y saxofonista del grupo de funk de los 70 Brick.

## Discografía
- Society of Soul - Brainchild (1995)
- Sleepy's Theme - The Vinyl Room (1998)
- Mr. Brown (2006)
- Sex, Drugs, & Soul (2012)